# Les Istres-et-Bury
Les Istres-et-Bury település Franciaországban, Marne megyében. Lakosainak száma 90 fő (2022. január 1.). Les Istres-et-Bury Athis, Flavigny, Plivot, Pocancy és Saint-Mard-lès-Rouffy községekkel határos.

## Népesség
A település népességének változása:
| Lakosok száma | 74   | 110  | 80   | 87   | 96   | 98   | 97   | 95   | 94   | 90   |
|               | 1968 | 1982 | 1990 | 2006 | 2013 | 2015 | 2017 | 2019 | 2020 | 2022 |